# Parafia Świętych Apostołów Piotra i Pawła w Dołubowie
Parafia pw. św. Apostołów Piotra i Pawła w Dołubowie – rzymskokatolicka parafia należąca do dekanatu Brańsk, diecezji drohiczyńskiej, metropolii białostockiej.

## Obszar parafii

### Miejscowości i ulice
W granicach parafii znajdują się miejscowości:

- Chrościanka,
- Czarna Cerkiewna,
- Czarna Średnia,
- Czarna Wielka,
- Dołubowo,
- Sielc,
- Puchały Stare,
- Siedlece,
- Smolugi,
- Targowisk,
- Dołubowo-Wyręby
- Zaminowo